# Jean Cugnot
Jean Cugnot (París, 3 d'agost de 1899 - Vincennes, 25 de juny de 1933) va ser un ciclista francès, que fou professional entre 1926 i 1929. Es dedicà principalment al ciclisme en pista. Va morir a conseqüència de les ferides causades per una caiguda al velòdrom de "La Cipale"
Com a ciclista amateur va prendre part en els Jocs Olímpics de París de 1924, en què guanyà dues medalles, una d'or en la prova de tàndem, fent parella amb Lucien Choury, i una de bronze en la velocitat individual, per darrere Lucien Michard i Jacob Meijer.

## Palmarès
- 1923
  - 1r al Gran Premi de París en velocitat amateur
- 1924
  -  Medalla d'or en Tàndem als Jocs Olímpics de París